# NGC 5938
NGC 5938 (również PGC 55582) – galaktyka spiralna z poprzeczką (SBbc), znajdująca się w gwiazdozbiorze Trójkąta Południowego. Odkrył ją 9 czerwca 1836 roku John Herschel.